# MP4
MP4 ist ein Video-Containerformat, das von der MPEG für MPEG-4-Inhalte vorgesehen und erstmals im Jahre 2001 in ISO/IEC 14496-12 und -14 (MPEG-4 Teil 12 und 14) standardisiert wurde.
Das MP4-Dateiformat basiert auf dem Apple-QuickTime-Dateiformat. Beide Formate organisieren Mediendaten in hierarchischen und sequenziellen Dateneinheiten. Diese Einheiten heißen „Atome“, und auch deren TYPE-Bezeichner (moov, trak, mdia, minf, stbl etc.) sind identisch. Sie können eine Vielzahl unterschiedlicher Medientypen aufnehmen und mit Strukturinformationen und deren Abhängigkeiten speichern.
In MP4-Dateien können multimediale Inhalte in Form von mehreren Audio- und Videospuren sowie Untertitel, 2D- und 3D-Grafiken abgespeichert werden. Diese Inhalte lassen sich dann mit Hilfe geeigneter Software lokal abspielen oder über ein Netzwerk streamen.
Allerdings ist es nicht üblich, alle verfügbaren Formate in MP4 einzubinden, um eine Kompatibilität zwischen verschiedenen Anwendungen gewährleisten zu können, obwohl dies durch „private“ Kennzeichnungen (Flags bzw. Atoms) theoretisch möglich wäre. Die MPEG hat den Container deshalb auf folgende Formate beschränkt:
1. Video: MPEG-H Part 2 (HEVC/H.265),  MPEG-4 Part 10 (AVC/H.264), MPEG-4 Part 2, MPEG-2 Video und MPEG-1 Video
2. Audio: MPEG-4 Part 3, AAC, MP3, MP2, MP1
3. Bilder: JPEG, PNG
4. Grafik und Text: BIFS (z. B. können Untertitel in dieses Format umgewandelt werden)

Die ATSC hat auch AC-3 für den mp4-Container spezifiziert, aber MPEG unterstützt diesen Codec offiziell nicht.
Alternative Containerformate sind AVI, Matroska und Ogg Media.

## Dateiendung
Die Dateiendung von mp4-Dateien hat unter Benutzern bereits einige Verwirrung gestiftet. Die einzige im Standard spezifizierte Dateiendung ist .mp4; da aber mp4 ein Containerformat ist, gibt sie keinen Aufschluss über den genauen Inhalt der Datei. Deshalb fordert Apple weitere Dateiendungen, die mp4-Dateien klarer benennen sollen. Dabei steht:
- .m4v, .mp4v: -Video: nur für Video (MPEG-4-Videoströme)
- .m4a: -Audio: nur für Audio (MPEG-4 Part 3, AAC, oder für den Codec Apple Lossless)
- .m4b: -Audiobook: kennzeichnet Hörbücher, in die Lesezeichen gesetzt werden können
- .m4p: -Protected: DRM-geschützte AAC
- .m4r: -Ringtone: Klingeltöne für iPhone

## Belege
1. ↑  Axel Hahne: Netzwelt-Wissen: Videoformate. In: Netzwelt. 28. August 2009, abgerufen am 17. Januar 2019.